# 让-纪尧姆·贝亚特里克斯

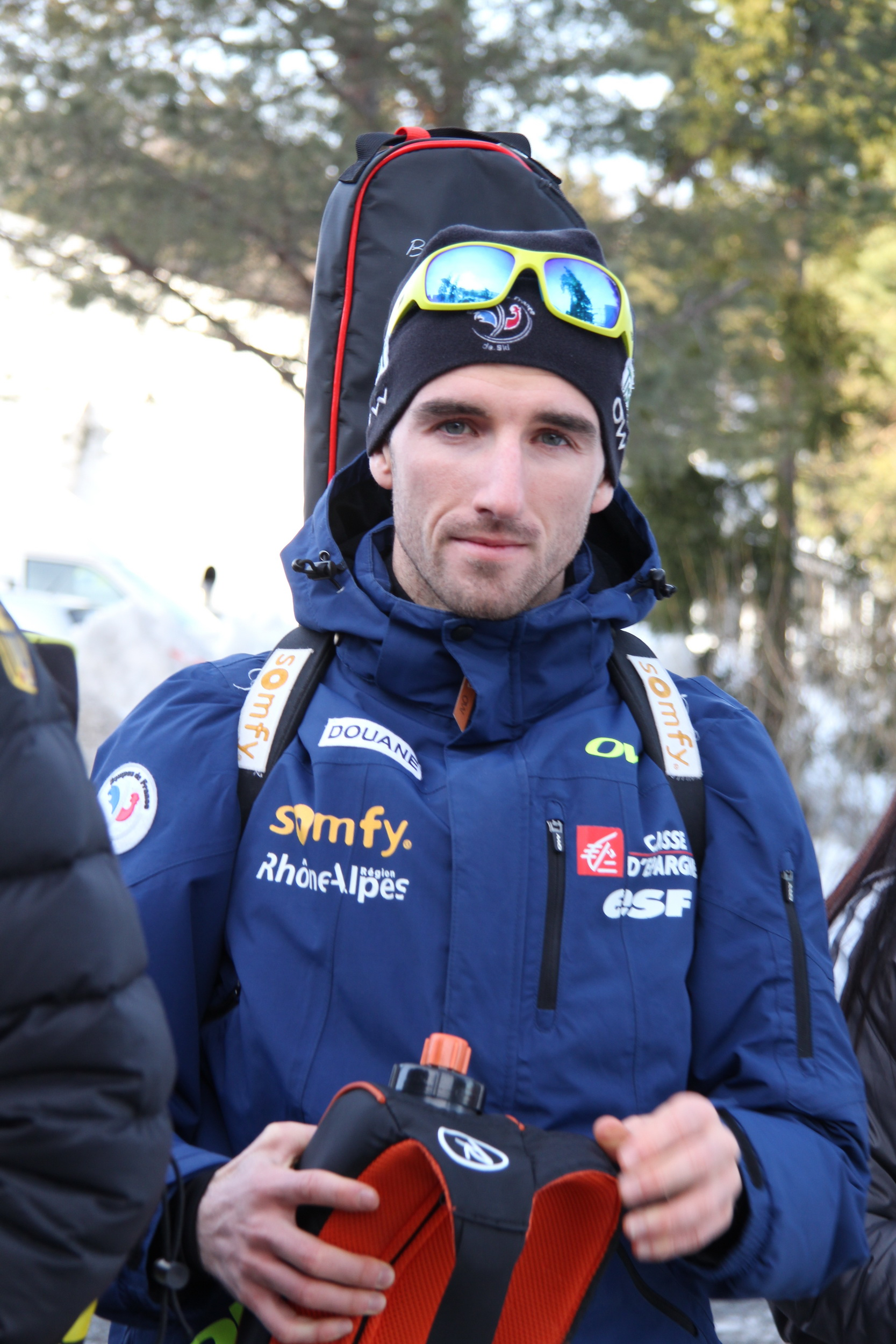
让-纪尧姆·贝亚特里克斯

让-纪尧姆·贝亚特里克斯（法語：Jean-Guillaume Béatrix，1988年3月24日—），法国男子冬季两项运动员。他曾代表法国参加2014年冬季奥林匹克运动会冬季两项比赛，获得一枚铜牌。